# 山崎庸佑
山崎 庸佑（やまざき ようすけ、1934年11月9日 - ）は、日本の哲学者、九州大学名誉教授。

## 略歴
高知県香美郡野市町（現・香南市）出身。東京大学大学院修了。1981年「現象学研究」で九州大学文学博士。駒澤大学文学部助教授、九州大学文学部助教授、教授。1999年定年退官、名誉教授、日本大学教授、2006年退職。1977年山崎賞受賞。
2018年瑞宝中綬章受章。

## 著書
- 『ニーチェと現代の哲学』理想社 1970
- 『現象学の展開 感性の現象学と哲学の諸問題』新曜社 1974
- 『人類の知的遺産 54 ニーチェ』講談社 1978 講談社学術文庫 1996
- 『現象学と歴史の基礎論』新曜社 1980
- 『現象学から歴史哲学へ』哲学奨励山崎賞選考委員会 [著]. 河出書房新社 1981
- 『生きる根拠の哲学 ニーチェの場合』 (レグルス文庫) 第三文明社 1981
- 『超越論哲学 経験とその根拠に関する現象学的省察』新曜社 1989
- 『自己の研究 倫理の哲学的基礎』北樹出版 1998
- 『孤独と不安 二十世紀思想史の一断面』北樹出版 2000
- 『自と他の哲学 <観念論論駁>とその周辺』冨山房 2002

### 編著
- 『カント超越論哲学の再検討 あるいは最新版「哲学」案内』編著 北樹出版 1987

### 翻訳
- L.ラントグレーベ『現象学の道 根源的経験の問』甲斐博見、高橋正和共訳 木鐸社 (思想史ライブラリー) 1980

## 論文
- 山崎庸佑